# 伊集院光 深夜の馬鹿力の出来事
伊集院光 深夜の馬鹿力の出来事（いじゅういんひかる しんやのばかぢからのできごと）では、TBSラジオ他全国5局ネットで放送されている『伊集院光 深夜の馬鹿力』で放送されたコーナー以外の内容と、突発的に起こった出来事について述べる。
なお、スタッフ・関係者の役職・肩書きは当時のものである（スタッフについては伊集院光 深夜の馬鹿力#スタッフを参照）。

## スペシャルウィーク
偶数月にあるラジオの聴取率調査週間（スペシャルウィーク）には特別企画が放送されることがあった。番組初期はアイドルをゲストに呼んだり人気のおもちゃやライブのチケットをプレゼントするなど正統派の企画が多かったが、後には敢えて無名芸人を使ったり、果ては他人が希望した商品、壊れたゲーム機やテレビをプレゼントするなど、かなりひねくれた企画が多くなった。伊集院のトークに人気がある番組だけに、アイドルとの対談企画などをあまり魅力的とは思わないリスナーが多いようで、過去には2時間フリートークだけの「フリートークスペシャル」というものもあった（1999年6月21日・第193回『2時間嵐のフリートークスペシャル』、1999年8月23日・第167回『夏のフリートークスペシャル』）。なおスペシャルウィークの場合、コーナーは全く行われない場合と、いくつかは行う場合があった。しかし1998年6月29日（第142回）と2000年8月28日（第255回）にはスペシャルウィークではないにもかかわらず、それぞれ旅行についてのフリートークが長引き、それだけで終了、予定されていたコーナーがまったく行われなかった。
2007年10月15日（第626回）以降は恒例だったスペシャルウィーク企画が行われなくなっているが、2008年2月18日（644回）と2018年10月29日（第1202回）にはトークに熱中するあまり、番組途中で急遽「フリートークスペシャル」ということになり、またもコーナーがすべて飛ばされている。
TBSラジオがスペシャルウィークを廃止した2018年12月以降は「質問・喋って欲しい事」や少しおもしろいの生メール募集、2020年8月以降は自身が主宰する草野球チームのオリジナルキャッププレゼント企画等を行っている。
以下に代表的な企画を掲載する。
かみさん来襲
1995年12月18日（第11回）、スペシャルウィークでゲストは当時アイドルとして最盛期だった内田有紀。しかしゲストからのリスナーへのプレゼント提供の時、いきなり新婚早々の「かみさん」篠岡美佳が登場。実はスタジオにずっと隠れており、直前のトークで、「かみさん」に結婚するのだからと剥がすように言われていた内田有紀のカレンダーを隠れて押入れのドアの後ろに貼っていたことなど、すべてを聞かれてしまっていた。なおこの番組で「かみさん」の声を聞くことができるのは、他には1995年10月9日（第1回）における録音メッセージ（これも伊集院には内緒）と、1996年10月28日（第56回）と1996年12月16日（第63回）に電波歌を歌った時のみである。
たまごっち&スタンプ倶楽部プレゼントスペシャル
1997年2月17日（第72回）放送。
オナラスペシャル
1997年6月16日（第89回）放送。リスナーのオナラ音を集め音楽番組のDJ風に紹介をしたり、リスナーに生電話をかけその場でオナラが出たらリクエスト曲を流すなど、リスナーを絡める企画を行った。また、伊集院光が「オナラ軍曹」となり、ファミレスや局長室の机の中に屁をしたり、電話番号案内のTBSの「B」をオナラで代用したりと、オナラを用いた様々な企画を行った。
酔いどれパーソナリティー
1997年10月6日（第104回）放送のスペシャルウィークの告知で「旬のアイドルを番組ゲストに呼んで売り込みに協力してもいいが、酩酊した伊集院とのトーク企画であり、これによりアイドルが精神的に傷ついても関知しない」という内容の、TBSアナウンサー・鈴木順による告知をいくつか作って番組中に流したが、何処の事務所もこれを拒否。この企画はボツとなり、1997年10月20日（第106回）で伊集院が反省会を兼ねて120分フリートークを行った。
しかし、2002年8月19日「僕らスタッフの夏休み自由研究スペシャル」（第357回）では、麦焼酎1本を空けた泥酔状態での、ビジュアルアイドルユニットのChaoとのトークが実現、最後に伊集院は「童貞（のファン）を大事にして欲しい」と語って終了している。なおこの前にアンタッチャブルと酩酊対談、過去あった（普段放送で語れないような）腹の立った事についての愚痴をこぼし、また最後には同じく泥酔したぶっちゃあと対談、収拾が付かなくなった状況を放送した。
安部譲二のムダ使い
作家の安部譲二を、内田有紀スペシャル（1996年10月21日 第55回）内のラジオドラマ「内田有紀物語」の内田有紀役や、エンクミスペシャル（1998年4月13日 第131回）のニセ遠藤久美子役、翌週4月20日（第132回）「スター愛用品プレゼントスペシャル」のシャロン・ストーン役 など、くだらない一発ギャグのために起用している。安部がこのようなオファーを引き受けるのは、本番組の初代プロデューサーである永田守の祖父・永田雅一に「永田家には足を向けて寝られないほどの大恩（伊集院が聞いたところ『東京スタジアムがあった時のことだ』などと言いかけてやめた）を受けた」ため。伊集院本人は番組内で、「元暴走族とか元ヤンキーとかいうことを自慢気に話すタレントは生理的に嫌いだが、安部譲二さんはなぜかわからないけど好き」と語っている。
シガニー・ウィーバーをブッキング
1998年4月13日（第131回）の「エンクミスペシャル」は、当時の人気アイドルだった遠藤久美子がゲスト。しかし自らをエンクミと言い張る安部譲二（録音）、ハウス加賀谷らも出演し、「誰が本物か?」という趣向だった。しかもエンクミ本人よりもビッグなシガニー・ウィーバー（『エイリアン4』の宣伝のため来日中）まで出演、「これが日本で流行っている挨拶です」と騙し、「コンバンハ、エンクミデス」という日本語まで言わせてしまった。実は退職直前の映画会社の担当が無責任にブッキング、番組の趣旨を伝えず映画に関するインタビューを受けさせ、それにウソの同時通訳をかぶせるという無茶を行ったものである。プロデューサーが記者に自慢し、当時のラテ欄には、「エイリアン4のPRでシガニー・ウィーバーが登場。つたない日本語も披露」と紹介された。のちに使用されているサウンドステッカーで「コ・コ・コ・コ・コンバンハ、エンクミデス。…伊集院光デス」としゃべっているのは、このインタビューの音源を加工したものであると思われる。
スター愛用品プレゼントスペシャル
1998年4月20日（132回）放送。ウルフルズ・遠藤久美子・石野卓球・林原めぐみ・清春・榎本加奈子・田中裕二・安部譲二など、11名のゲスト（一部シャロン・ストーンなどと称して安部譲二が偽物で登場する録音もあり）からいただいた愛用品（と称してはいるが、ほとんどネタとしてでっちあげた駄物ばかり）をリスナーにプレゼントした。でっちあげた「思い出の品」についての説明は、それぞれの有名人に依頼して録音したものを使っていた。なお実現不可能な石野卓球のプレゼント「25m等身大のダイダラボッチの泥人形」だけは本人にネタ作りを任せた結果で、伊集院はサイン入りTシャツ等4点セットとの選択式として、リスナーに対し電話で半強制的に後者を選ばせていた。
いたずら株投資
1998年12月21日（第167回）「伊集院サンタさんの史上最大の危ない橋大作戦」は伊集院をはじめとしたスタッフが、私物やTBSの機材を質に入れて資金を調達、外貨や株などでの運用益でリスナーにプレゼントをしようという企画。もちろんお約束通り外貨は両替手数料で損、株は投資先の倒産で紙くず同然に。最終的には残りの資金を競馬（第32回スプリンターズステークスにてタイキシャトルの単勝一点買い）に注ぎ込み大失敗。宝くじもはずれる。結果、翌週の「伊集院光サンタ死す、史上最悪の危ない橋大作戦」では伊集院のコネクションを使った有名タレントのサイン等がプレゼントされた。いたずらに資金を運用する企画の先駆。
秋葉原で大騒動
1999年4月11日「春のリスナー拡大キャンペーンスペシャル」の一環として、石丸電気秋葉原2号店 店頭にディスプレイされているテレビに番組オリジナルのテレビCMを流すという企画を告知したところ、想定外の約300人のリスナーによって、現場はパニック状態になってしまった。2号店の店頭はリスナーによって入口が塞がり、道路にまであふれ片車線を塞ぐという事態に、石丸電気の店員のみならず、当時同店の斜向いにあった警視庁万世橋警察署の警官まで出動した。翌日、4月12日（第183回）の放送冒頭で真面目な謝罪をしたが、一方で「この責任を取ってディレクターが辞めることになりました」と、ディレクター・池田卓生が一時渡米のために番組を辞めることになった事情と絡めてきちんと笑いを取ってもいる。
ゴールデンマイク賞受賞、トロフィーをリスナーにプレゼント未遂事件
2001年3月19日（第284回）、TBSラジオで優れた功績を残したパーソナリティに贈られる「ゴールデンマイク賞」の受賞が報告された。番組開始直前に受け取ったそのトロフィーは、実際に使用可能の金メッキされたマイクであり、ありがたいはずのそれを乱暴に扱うなどしてその週のオープニングトークを展開。のちの2001年4月16日（第288回）のスペシャルウィーク「珍totoスペシャル」では、「リスナーのおかげで貰ったものだから」と言う名目のもと面白半分にこのトロフィーをプレゼントしようとし、FAXで希望者を募り、「放送中にプロデューサーより偉い人からクレームがあった場合のみ中止」と宣言、しかもその結果を「珍toto」の対象とした。しかし番組ラストでTBSラジオ制作センター長・入江清彦から電話が入り、プレゼントは中止された。なお、同じくこの放送をたまたまカーステレオで聴いていた林原めぐみ（同時期にゴールデンマイク賞を受賞）は『林原めぐみのTokyo Boogie Night』で冗談半分ながらも不快感を示している。また、以前も何度かゲスト出演やコメントを寄せていた林原は、1997年6月9日（第88回）「梅雨休みアニメフェスティバル」でのラジオドラマ「不思議少女パイ毛ちゃん」、「フランダースの犬?」、さらに1998年4月20日（第132回）「スター愛用品プレゼントスペシャル」でのウソアニメ台本「超巨大カラーひよこ販売業者森本・第23話後半」への出演で嫌になったのか、以来ゲスト出演はない。
シークレットゲストに黒ブラ一丁でご対面
2001年6月18日（第297回）「天才DJへの道・苦手克服ブ～ラジャ～スペシャル」。当時「ブラジャー」と普通に言えず、「ブーラジャー」と変に伸ばして読んでいた伊集院が、苦手を克服すべく、番組企画として買いに行ったり、自ら着用したままシークレットゲストと対談することに。ところが伊集院に誰であるか知らされていなかったゲストは、落語家時代の師匠・三遊亭楽太郎。「黒ブラ姿」のままプレッシャーでしどろもどろになる伊集院に対し、淡々と小言をたれる師匠という状態のまま、対談は終了した。
ジョークTシャツ スタンプラリー
2001年8月20日(第306回)の「ジョークTシャツ スタンプラリー前夜祭」、2001年8月27日(第307回)の「～後夜祭」。多数の珍文をリスナーから募集し、それらをプリントし認識番号を付けたオリジナルTシャツを作成。全国（未放送地区含む）の「スタンプさん」ことリスナー100名及びゲストのアンタッチャブルとピエール瀧に着て街に出てもらい、周りのリアクションを報告してもらう。また他のリスナーによる着用者の目撃報告も募集され、特に秋葉原で発見されるものが多かった。スタッフも参加し、たとえばディレクター・田村は『ウルトラマンコスモス』(当時TBS系列で放送されていた)を『ウルトラ マンコ スモス』と3行に分けて中段のマンコを拡大したもの、プロデューサー・知野は「1242LF+R」(TBSラジオのライバル局であるニッポン放送を指しており、1242は同局の周波数、LFは同局のコールサインである)と書かれたTシャツを局内で着用して、後者は上司から嫌味を言われるなど気まずい思いをした。運悪く大型の台風11号が日本列島を縦断する時期と重なったが、無事終了した。
知野プロデューサー、積み木ルームへ飛ぶ
2002年2月18日（第331回）「馬鹿カード撮影秘話スペシャル」では全裸で社長室に侵入、写真撮影を行った。そこに突然、TBSラジオ社長・清水洋二から電話が入り、プロデューサー・知野文哉は膝から崩れ落ちる。実際のところは番組を盛り上げる企画に過ぎないのだろうが、本気で知野の処遇を心配する手紙もあったようで、次の週の冒頭で紹介された。ただ偶然に体調不良から知野がラジオ制作部門を離れることになっていたため、「知野プロデューサーが異動になった」とだけ聞き、企画が不祥事となったと思い込み戦々兢々としたスタッフもいたらしい。この件も含めて「この番組に関わったスタッフは出世できない」というネタが定着する。「つみ木ルーム」とはTBS社内で左遷された社員が行くとされる架空の部署。社員に積み木を積ませて完成すると、監視員が「よし!」といって積み木を崩しまた積ませる部署（セガに実在し問題となったパソナルームのパロディ）。以後、何度か知野のことを伊集院が語ることがあるが、2009年10月5日に「入構証の管理」をしていると話していることから、総務関係の部署にいると思われる。
ワールドカップ情報スルーパス決戦
2002年6月17日(第348回)、伊集院と桐畑トール（当時は桐畑とおる）、アンタッチャブル・山崎弘也の3人で、サッカーワールドカップ・日本対チュニジア戦の勝敗結果をどれだけ知らずにいられるかを競った。「外食をする」「街頭インタビューを行う」「テレビを観る」などの試練が課せられた。国立競技場の外を1周する試練で、周りを見ないように下を向いて歩いていた伊集院は、偶然落ちていた試合結果の号外を読んでしまい、最終的に山崎が勝利した。伊集院はいきすぎた情報遮断のために夫婦喧嘩になったり、終了後にやはり見ればよかったと後悔することとなった。
原付バイクでTBS社内を爆走
2002年10月21日「やっつけようスペシャル」（第366回）と2004年7月26日「オリンピック直前標準記録会スペシャル（第1回男子全裸バイク200mハードル）」（第458回）においてTBS放送センター9階（TBSラジオがある階）を原付バイクで暴走する。「やっつけようスペシャル」ではアンタッチャブル・柴田英嗣がアクセルを吹かし過ぎたためにウィリーしてしまい、タイヤ痕を9階廊下に残した（このNIKEマークのようなタイヤ痕は、廊下のカーペット交換までの間残っており、知らない人間には疑問に思われていたらしい）。また、「オリンピック直前標準記録会スペシャル」では番組と関係のない社員の机にぶつかり、CDを割るなどしたため、次の週の冒頭でプロデューサー・池田が「（同企画でゲーム機やテレビを壊されたスタッフに対して）俺の人生設計だって粉々なんだよ」と語るラジオコントが放送された。
小田原から自転車で生放送のためにTBSへ戻ってくる
2003年2月17日（第383回）「炎の肉体改造スペシャル」。前日、前々日に構成作家・渡辺雅史やAD・柳沢の提案した肉体改造プログラムで散々な目にあった伊集院に、プロデューサー・池田は「肉体改造グルメツアー」を提案。小田原の料亭に車で連れていかれ、低脂肪高タンパクの海鮮料理を振舞われるが…その直後、自転車1台と「コレに乗って東京のTBSまで帰ってきて」の言葉を残され…。道中、当時流行していた「多摩川のタマちゃん」を確認して来いなどの命令で寄り道をさせられ放送開始には間に合わず、携帯を使っての実況と録音で番組は進行、番組半ば頃にようやく到着することができた。伊集院は2005年から2006年の自転車ブームまではこの出来事が悪夢になっていたらしい。
メカ山崎
2003年4月21日（第392回）、「メカ山崎誕生計画スペシャル」でアンタッチャブル・山崎をラジオ番組・ラジオドラマのオーディションと称して事前に用意した珍奇な原稿を読ませ、約100パターンほどの山崎の音声を出すことのできる「メカ山崎」を作った。そして、山崎がファンだという仲根かすみとスタッフが操作する「メカ山崎」が対談した（仲根かすみには事実を知らせず、「メカ山崎」の声を別室にいる本物の山崎がしゃべっているものと思わせている）。また、生放送で「メカ山崎」の音声をつかいアンタッチャブルのマネージャーなど事務所の関係者や、ブッチャーブラザーズ・ぶっちゃあに電話をかけ、アンタッチャブルの2人が火消しに追われるという模様が放送された。
ギャラクシー賞授賞式でお漏らし
2003年5月12日（第395回）、伊集院が『伊集院光 日曜日の秘密基地』のパーソナリティとして、第40回ギャラクシー賞・ラジオ部門DJパーソナリティ賞を受賞したことが報告された。これをスペシャルウィークの企画に利用しない手はないということで、ウェスティンホテル東京で行われた授賞式の壇上でコメントの最中に予め履いているおむつへ放尿を実行、当時よく出演していたアンタッチャブル・山崎が実況し、2003年6月9日（第399回）に放送された。名誉ある式の最中での暴挙は人知れずまんまと成功したが、その後の立食パーティー中も放尿を継続、結果1.2リットル近い水分を吸収しきれなくなったオムツの「もれないギャザー」が決壊、会場から急遽撤退するハメに陥った。なお、2006年にも『秘密基地』は番組として第43回ギャラクシー賞・ラジオ部門でギャラクシー大賞を受賞している。
田代32・桐畑とおるどっちの芸人捨てましょうスペシャル
2004年6月14日（第452回）、伊集院が番組アルバイトの田代32を、出先で撒くことにハマっていた時期に考案されたドッキリ企画。構成渡辺・伊集院とともに遠足に出かけるという設定で東京から約100km離れた群馬県勢多郡東村（現・みどり市東町）に連れ出し、若手芸人2人のうち1人をその場に置き去りにするというもの。互いに仕掛け人であることを知らされていない田代と桐畑とおる（当時）が一緒に行動し、最終的には「神」ことリスナーの投票により田代が置き去りにされた。その後桐畑は、自分が置き去りにされたかもしれないという事実を知らされ驚愕した。なお田代は親切な地元の人々のおかげで、東京から約60kmの熊谷まで到達、番組終了後に付近を走行していた車に乗せて貰い都内へ戻った。また1997年8月25日（第98回）「ドキドキ初体験スペシャル」では伊集院自身が、30歳になるまでに未体験だったことにチャレンジ、という名目で「迷子」を経験すべく見知らぬ「千葉の田舎」（印西市）の小学校前に置き去りにされ、ギブアップ宣言して回収してもらうための携帯電話を一時紛失、本格的に遭難しかけている。
田代32の人生完封負け
番組アルバイトを卒業する田代32に対するはなむけとして、2005年4月11日（第495回）「ありがとう田代びっくりプレゼントスペシャル」の後半に放送された、田代がDJを担当するトーク番組、というの建前で、実は番組スタッフが考案した珍奇な事件を予め仕込んで田代の周りで行っており、そのうちどれを（やらせであることを知らない）田代がトークのネタにするかというギャンブルで、使われなかったネタを考案した池田と渡辺は、数日換えてない互いのパンツを交換して着用するという罰ゲームを受けた。加えて、ラストに流れた知人たちからの応援メッセージを聞いて泣くかどうかまでもが賭けの対象になっており、真面目に感動していた田代をキレさせた。なお、珍奇な事件として創作されたネタの一つに、冷凍のカニを一方的に送りつけ代金を要求する「カニカニ詐欺」があるが、2008年頃から現実に急増し社会問題化している。
ウソ最終回
2005年10月17日（第522回）の放送冒頭では及川奈央が登場し「月曜JUNK 及川奈央の深夜に謝・謝Shake(シェイシェイシェイク)」 が放送される。これは開始5分で曲の流れている合間に伊集院が登場してネタ明かしがされ、及川による放送は12分ほどで終了。しかし前回の放送の最後で特別なことがあると語ってはいたものの、具体的な告知は行われておらず、しかも当日の新聞ラテ欄の番組名も書き換えられており、また日頃から「いつ首を切られてもおかしくない」などと冗談ながら発言していることなども重なり、企画なのか本当に降板したのか、一部リスナーに混乱を招いた。TBSラジオには朝から真偽を確かめる電話が鳴り、果ては新聞社からも問い合わせがあったという。このためTBSからも怒られ、のちの放送で「企画は完全に失敗」と語っている。過去にも同じように2000年1月3日（第221回）の「松任谷由実ベストコレクション」（後述）等といった真面目な番組に見せかけたウソ番組企画の「前科」があり、普段この番組を聞いていない層のリスナーからの問い合わせが殺到している。
サッカーW杯を10倍から8分の7倍楽しく観る方法
2006年6月12日の放送で、スペシャルウィーク2週目と2006 FIFAワールドカップの中継が重なってしまい、「数字（聴取率）を取るため」に作られた企画。番組開始直前まで試合があったため、収録された企画をトークの合間に編集する程切羽詰った状態となっていた。内容は、リスナーとアルバイトの河野をTBS会議室に集め、NHKの中継を見ている伊集院の音声のみで試合を解説するというような若手を使った企画がメインであった。その中の1つ「走れマネージャ小林・担当タレントサドンデスマッチ」にて、日本対オーストラリア戦開始15分前に、伊集院の当時のマネージャー・小林に電話し「（伊集院が所属する）ホリプロを辞めたいので、TBSに来て相談に乗って欲しい」と電話したら、大のサッカー好きである小林はサッカーを観ずにTBSにやって来るかという企画を行った。伊集院は予定通り小林に電話をしたが、実は小林はホリプロのタレントや役員らと集まってサッカー観戦をしている最中だった。伊集院の突然の相談電話を真に受けてその場で役員に相談してしまい一同騒然、サッカー観戦どころではなくなってしまい、「上司(社長等)も交えて話し合いたいので、明日ホリプロ第2会議室を取ったから来て欲しい」というメールが届き、逆に伊集院が大慌てする結果となってしまった。その後ホリプロの社長にも怒られ、その一件により暫く伊集院は小林に対して頭が上がらなくなってしまう。
赤坂の長澤まさみ
2006年10月16日放送（第574回）は『長澤まさみのオールナイトニッポン』（ニッポン放送）に対抗して「ウソ長澤まさみのオールナイトニッポン（赤坂の長澤まさみ）」を企画。『長澤まさみのオールナイトニッポン』と同じテーマ「まさみの好きなもの」でリスナーからメールを募り、合間に通常コーナーも取り入れながらの放送となった。冒頭では『オールナイトニッポン』のテーマである「ビタースイートサンバ」をバックにトークを展開し、『JUNK』としてのタイトルコールは最後までなく、当時TBSで放送中だった長澤主演のドラマ『セーラー服と機関銃』主題歌の馬鹿歌も披露された。伊集院が「ビタースイートサンバ」に乗せてトークをするのは、自身が『伊集院光のオールナイトニッポン』を担当していた1990年以来16年ぶりである。伊集院は「青春時代は、このテーマソングに乗せてしゃべることが夢だったが、ある時期から『二度とこの曲に乗せてしゃべることは無い』と思っていた」と話している。
東海道自転車サッカースペシャル
2006年12月11日（第582回）放送。元々は伊集院に公私ともに無礼を働いた「チームしくじり」（桐畑トールと河野和男）と、伊集院・サードメン高橋・構成渡辺が、桐畑の自転車を使い「縁切り」を掛けて行った罰ゲーム。当初、東海道本線・浜松駅を基点として「アメフト形式で京都方面（伊集院側）か東京方面（しくじり側）に自転車を押しこみ、互いの関係をどうするか」という根性を試すものだったが、スペシャルウィークにあたり、「結果、どの駅に自転車があるでしょう」とリスナーに予想してもらうものに変化させた。結果的に終わりが見えないのと、互いが疲弊していくだけのため、伊集院が2人の無礼を水に流し関係修復に至る。予想の正解は浜松駅から3駅京都寄りの弁天島駅だった。この時使われた自転車は桐畑の私物で、元は黄色いMTB（自動車メーカー名のついたMTB類型車）だったが、のちに盗まれてしまう。しかし、桐畑と同じアパートの階上の部屋に住む男性が全く同じ型の自転車（色はブラックだが明らかに手作業での塗装で、しかもところどころ剥がれて黄色い地肌が見えている）を乗りまわしたことから犯人が判明するものの、なぜか桐畑と仲良くなり飲みにいくようになっているという。
巨大ナナフシプレゼント
2009年10月12日（第730回）、伊集院がフリートークにおいて『今すぐ使える豆知識 クイズ雑学王』（テレビ朝日系）の企画でマレーシアに行った際、現地のコーディネーターから35cmある巨大なナナフシの標本を買った（日本円で3,000円相当）ためリスナーにお土産としてプレゼントする」と発言。翌週、「巨大ナナフシに対する思い入れ」をしたためたリスナーによる投稿が集まり、散々ナナフシに対して「持っていて気持ち悪い」などの発言を多発するものの、投稿したリスナーの中から1名にナナフシがプレゼントされた（スペシャルウィーク時の放送であるが過去と違い、特別企画を行わなくなってからのもの）。
2011年8月それぞれの夏
高校野球で活躍する高校生のそれとはまるで対極にある「自堕落な夏の過ごし方」を募集するという企画。2011年8月22日（第826回）の放送で告知がかけられ、番組公式サイトに専用のフォームが立ち上がったほか、翌週の8月29日（第827回）においても生放送中にメールでの投稿が呼びかけられた。スペシャルウイークでTBSラジオがリスナーへのプレゼント用に「60期連続聴取率No.1」のクオカードを作り、当番組にも割り当てがあったことから始まったコーナーで、投稿が採用されたリスナーにはクオカード1000円分（「夏の逆の頂点」と伊集院が判定したものには2000円分）が贈られた。
番組通算1009回記念「僕の好きな・あなたの好きな番組歴代コーナーベスト18」
2015年2月17日（第1009回）・24日（第1010回）放送。2014年12月に放送回数が1000回を突破した事を記念し、1009回（センキュウ＝thank you）にあたるスペシャルウィークに行われた企画。過去20年に放送されたコーナーの中から、思い出に残るものをリクエスト形式で募り、ランキング形式で振り返る内容。また、ランキングには入らなかったものの、伊集院が個人的に気に入っていたコーナーも紹介された。テーマ曲は「南回帰線」（堀内孝雄・滝ともはる）。1月6日（第1002回）に募集が開始され、放送までの間でリクエストの多かったコーナーからピックアップが行われた。「ベスト18」部分は最終的に放送された数であり、数字は告知の度に毎回異なった。リクエストを送ったリスナー・放送を聴いたリスナーには、特製ポストカードを計1009枚プレゼントした（発送にあたり消印を押してもらうために伊集院本人が直接鹿児島県・伊集院郵便局に赴いている）。また、これとは別にTBSの倉庫に残っていた番組ゆかりの品物（変死隊のCD、伊集院とアンタッチャブルのサイン入りボール、お尻コイン）もリスナープレゼントとして放出された。
当日の放送では鈴木順（2013年にTBSを定年退職）が進行ナレーションとして出演した他、同じく元TBSの宮内鎮雄が後編にナレーションで出演している。なお、2週にわたって行われることはあらかじめ決まっていたものの、万が一全て紹介しきれなかった場合は3週目を行わずにカットされることを伊集院が予告した。結果、1009回においては11位までが前編として放送され、翌週には後編としてベスト10を発表したが、2位まで紹介したところでエンディングとなり、「1位はみんなの心の中にある」というオチでしめくくった。
紹介されたコーナーは以下の通り。
- 第18位「UP'S音頭で踊ろうよ」
- 第17位「ナイナイアルアルコーナー」
- 第16位「性のコーナー」
- 第15位「集え、若人!深夜の歌声喫茶」
- 第14位「リストカッターケンイチ」
- 第13位「ラジオ青春アニメ劇場 燃えろヒカル製作委員会」
- 第12位「輝け!紅白電波歌合戦」
- 第11位「ちびっこなぞなぞコーナー」
- 第10位「天才・伊集院光プロデュース 音楽ユニット大ブレイクプロジェクト「プロデュる!?」」
- 第9位「夏休み特別企画「カブトムシの秘密」」
- 第8位「栄冠は君に輝く」
- 第7位「空脳アワー」
- 第6位「いつまでもたえることなく友達でいようコーナー」
- 第5位「渡辺校長の平成ハレンチ学園」
- 第4位「あそび」
- 第3位「つよいロボ」
- 第2位「青春時代クソミュージックボックス」
- 伊集院が選んだコーナー「ドブス頂上決定トーナメント ブス1グランプリ」「デビッド・リンチ占い」「ドキドキ冒険伊集院島ゲーム」

漫湖よ甦れ。
2018年2月26日放送。朝の番組の沖縄ロケ中に伊集院が現地のレコードコレクター集団からとあるレコードを紹介された。内容は幼い頃に遊んでいた漫湖が汚染されてしまった事を憂いた真面目なメッセージソングだが、名称が標準語の女性器名称と同じという理由から朝の番組でかける事ができないと判断されこの番組で紹介された。

## 通常放送時の主な出来事
のちに番組で語られた事件や出来事を記す。
TBSラジオ第4スタジオ炎上事件
1998年4月6日（第130回）、スタジオの1000万円近くする高級機材が壊れるという事件が起こった。調査の結果、番組で使用している時間帯に何かの液体がかかった事が原因だと判明。番組スタッフに疑いがかかるなか、ディレクター・池田が必死に皆をかばうも、構成・渡辺が伊集院の置いたドリンクEau+（オー・プラス）を自分がミキサー卓にこぼしてしまったと白状した。伊集院は、事件を目撃していたために挙動不審だったAD・柳沢を、心の中で絶対に犯人だと思っていた。
焼きもろこしスナック盗み食い事件
1999年3月29日（第181回）、お腹が空いた伊集院が自分のお金で買って来た「焼きもろこしスナック」を自身が寝ている間に誰かに4分の3程度食べられてしまったことに対し、番組冒頭から半泣き。オープニングテーマをかけて誰が食べたか告白させたところ、ニューヨークに行くため退職直前だったディレクター・池田だったことが発覚。伊集院は完全に構成・渡辺が犯人だと目星を付けていたため驚愕し、「発つ鳥後を濁すのもいい加減にしてくれ!」とのコメントを残した。
IZAM事変
1999年9月27日（第207回）、フリートーク内で当時吉川ひなのと離婚した直後で話題になっていたIZAMを茶化すような発言をしたところ、それがIZAM自身の耳に伝わり憤慨。翌2000年4月に『おしゃれカンケイ』（日本テレビ系）にIZAMがゲスト出演した際、「むかつく芸能人」として「大して話も共演もしてないのに悪く言われた」と発言したとされる（実際には本放送時にはカットされ、後日の「未放送総集編」でイニシャルトークとして放送される。当時はIZAMが本当に伊集院のことを言っていたのか不明で、伊集院は『おしゃれカンケイ』のスタッフから裏を取ったとしていた）。伊集院は2010年5月3日（第759回）放送で、テレビの収録で共演した際に謝罪しようとしたものの、離婚について蒸し返すことになってしまうため言いそびれたままになったと話した。その後、IZAMと伊集院は『ストライクTV』（テレビ朝日系、2013年10月28日放送分）で共演。その際に騒動について触れ、和解している。後述の「えなり事変」と並んでしばらくの間芸能人を茶化すようなトークを控えるきっかけとなった。なお「事変」という呼び方は伊集院本人によるもの。
リクエスト番組？
2000年1月3日（第221回）、なぜか急に冒頭から松任谷由実の曲をリスナーの体験談を交えて紹介するだけというなんの盛り上がりどころもないリクエスト番組「永久保存版 松任谷由実ベストコレクション」を放送。放送開始22分になると急に、「冗談はこのくらいにして」の一言でいつもの放送に戻った。曰く「新年なのではしゃいじゃった！」とのこと。
また2001年1月1日（第273回）に全く同じノリで「チェッカーズ・ベストヒットコレクション」を流すが、リスナーからの反響が早く10分程度ですぐ終わった。
ニセ広末事件
2000年2月7日（第226回）放送にて、普通のお便りを紹介中、当時『GameWave』（テレビ東京）の裏番組だった『D's Garage21』（テレビ朝日）に出演していた桃井はるこを「ニセ広末」呼ばわりしたところ、桃井がリスナーであること が判明、次週放送で伊集院は「完全台本」であると「釈明」した。
えなり事変（騒動）
2001年1月、当時伊集院がコメンテーターとしてレギュラー出演していた『王様のブランチ』（TBS系）を「卒業」し、その後釜がえなりかずきだったのがあまりに意図不明だとしてフリートークやコーナーで小馬鹿にしたところ、それが『女性セブン』（小学館）の記者の耳に入り「伊集院はえなりに遺恨を持っている」という記事として書き立ててしまった。前述の「IZAM事変」とともに伊集院がフリートークでしばらくの間ビクビクしながら話す羽目になった一件。なお、えなりは後に『日曜日の秘密基地』にゲストとして出演しており、伊集院と終始和やかなムードで喋る様が放送された。
番組アルバイトの変遷
『JUNK』時代以前には7年近くに渡り「場の空気が読めない・珍臭がする」などトークのネタとしてたびたび登場した構成見習いの「松上君」、次いで2003年夏まではリスナーから募集した「七浪した大学一年生」の「ナガノ君（漢字表記不明）」が番組アルバイトを務め、ともにスペシャルウィークやコーナーで声を聞くこともできた。しかし前者は突然「孤島で暮らしたい」として、後者は病気の後、学業に専念（のちに大学院に進学）することを理由に退職。代わって2006年半ばまで、伊集院の作った若手お笑い芸人草野球チーム（のちのビッグ・アスホールズ）に所属する田代32や河野和男などを番組のアルバイトにしていた。しかしいずれも比較的短期間の雇用に終わり、なんらかのトラブルや本人の希望で人員変更となった。その後（2006年後半から）はADが雑用をしているようで、番組アルバイトを取っていない。
旅行の予定が中止になり結果的にウソ録音スペシャル
2004年1月5日（第429回）の「新春恒例録音大放送」はニューヨーク旅行へ行くために録音放送だったはずなのだが、帰りの航空券が入手できなかったなどの理由で旅行は中止。テープの回るスタジオ内に本人やスタッフが居るという奇妙な状態で番組開始。17分後にそれが明らかとなり、その後も録音の再生を続けたが、結局後半からいつもの生放送を始めた。
JUNK内TENGA開拓番組扱い
以前より番組内で取り上げたお礼として、ソフト・オン・デマンドからアダルトDVDを贈られていた伊集院に、新製品のオナホール「TENGA」が贈られてきた。妻帯者でもあり自分が使うのもどうかということで山崎弘也に譲ったところ、山崎はこれを絶賛。その後、草野球チームの若手芸人たちへの好プレーの賞品として使ったところ、打率が急激に上がるという効果があったり、オテンキののりがTENGAが原因で過労と診断されたり、TENGAエッグを若手芸人に配ったところ、深夜にお礼のメールが次々に送られてきたというエピソードが語られた。当番組が『JUNK』シリーズでいち早くTENGAを取り上げた番組 として知られているが、伊集院自身が新型を試そうと思ったというトークはあるものの、本人が実際に使用した感想は語られていない。
JUNK交流戦
2006年7月に打ち切りとなった『極楽とんぼの吠え魂』のつなぎ番組として急遽企画された『JUNK 交流戦スペシャル』にて「伊集院とアンタッチャブル」（2006年7月28日）、「伊集院と爆笑問題」（2006年9月1日、スペシャルウィーク）の合同放送が行なわれた。『JUNK』内二大パーソナリティである伊集院と爆笑問題が「また、こういう機会欲しいね」と発言した。なお、その回は爆笑問題が『爆笑問題の検索ちゃん』（テレビ朝日系）に出演していたため、『検索ちゃん』終了の1:15までは別室で待機していた。
伊集院、急病で完全欠席
2006年10月2日（第572回）、伊集院光が9月30日に重度の咽頭浮腫により入院していたため、放送始まって以来の完全欠席となった（同時に前日の『日曜日の秘密基地』とテレビ東京系『スポーツ魂』も休んでいる）。その日の放送は、鈴木順・小島慶子・田代32・桐畑トール、アルバイトの河野和男などが出演し、代役を務めた。声の出せない伊集院は、エンディングで病室から尻を叩く音を出し存在を示した。『日曜日の秘密基地』での欠勤を知らないリスナーは、これをいつものネタだと思ったらしく、FAXやメールでネタを多数送ったという。
バナナマンが放送開始に先立ち乱入
2007年4月2日（第598回）の放送終了間際、当時この番組の後時間の月曜JUNK2枠『バナナマンのバナナムーン』（現在は金曜JUNKに移動し『バナナマンのバナナムーンGOLD』）の放送開始に先立ち、バナナマンが伊集院に挨拶を済ませるため乱入。僅か2分程の出演だったが、ホリプロとホリプロコムのマネージャーを題材にトークを展開。後に両者は2012年に放送された『雑学家族（テレビ朝日系）』でレギュラーとして共演する。
地方のネット局で放送されていないことに放送中気づく
2007年12月31日（2008年1月1日未明、第637回）の放送終了間際、北海道のリスナーから「今週もあると言っていたので聴こうと思っていたらHBCラジオは特番で聴けませんでした。現在TBSの放送を直接聴いてます」というメール（当時、番組では基本的にメールを受け付けていなかったが、この日は特別にメールでのテーマに基づいたネタ投稿が行われていた）が届いた。伊集院自身だけでなく、ディレクターもHBCラジオが特番を組んでいることを全く知らず、結果放送中にそのことを初めて知るというおかしな現象が起こった。さらにその他のネット局（RKB、RBC）でも各自年明けの正月特番が編成されており、この回の放送はTBSラジオのみの放送となっている。
また、2018年12月31日（2019年1月1日未明、第1211回）の放送は正月特番によりRKB・RBCが休止、ネット返上となった。
伊集院と構成・渡辺の音声バランスが入れ替わる
2009年11月30日（第737回）の冒頭、番組開始から4分程度、伊集院の音声が遠くでエコーがかかったようなぼやけた音声に聞こえ、逆に構成の渡辺の音声が普段の音声よりもきれいに聞こえるというトラブルが起こった。ミキサー卓に岡部よりも偉い、局全体を統括するようなポジションの技術スタッフまで現れる騒ぎとなった。伊集院の前に置いたマイクと渡辺の前に置いたマイクの接続が通常と逆になっていたために起こったようである。
TBS9階トイレ事件
放送のある月曜日は無駄に早くスタジオ入りする伊集院。ラジオスタジオがある、TBS放送センター9階の男子トイレの個室のひとつでは、いつも大便が流されていないことに気付くが、TBSのトイレはセンサー式だから自動的に流れるはずなのに…と訝しみ、構成・渡辺と調査に動いた。状況証拠から、「"犯人"が現れるのは毎週月曜日の夕方」「便座を上げて洋式便器の上に足を載せて跨がり（足跡が残っている）排便する→想定外の体勢のためセンサーが反応しない」と推理した。
2010年4月19日（第757回）の放送において、放送当日の夕方、渡辺がトイレで遭遇したベテランパーソナリティ（実名は出していない）が犯人ではなかろうか、と伊集院が語った刹那、ディレクターが強制的にCMに入らせた。なお、伊集院はCM明けのコーナー（ナイナイアルアルコーナー）であるラジオ番組のテーマっぽい曲を口ずさんだり、いつものエンディングテーマに不自然な反応を示していた。
2011年1月10日（第795回）の『4年ぶりだよ 録音スペシャル』においてスタッフによるベストセレクショントークに選ばれた。選者のAD金子がコメントでパーソナリティの実名を出してしまったが、伊集院は番組スタッフの可能性もあるとぼやかしていた。また、便器に大便が残されることも無くなったという。
FIFAワールドカップ中継による放送時間短縮・休止
2010年6月14日（第765回）は、2010 FIFAワールドカップ第1ラウンドのグループE・日本対カメルーン戦中継のため、キー局のTBSと、ABC以外のネット局は1:10から、ABCは1:30からの開始となった。年末年始でも放送を休むことのない（前述の通り、ネット局での休止はある）この番組において、特にキー局のTBSで、イレギュラーな要因によって放送時間の変更・短縮が行われるのは珍しい。伊集院は、未放送の時間帯に元サッカーブラジル代表（日本でもヴェルディ・アントラーズに所属）のビスマルクをスタジオに迎えていた、という設定で放送を進めた（30分のABC飛び乗りの際もいったんトークを切った上でビスマルクがいたという設定で放送を行った）。
2018年7月2日（第1185回）は2018 FIFAワールドカップ決勝トーナメント・日本対ベルギー戦中継のため、TBS・HBCは2:40で飛び降り、それ以外のネット局は裏送りでの放送となった。
映画『インシテミル』にまつわるホリプロ裏切り者事件
2010年10月18日（第783回）に、裏番組で『藤原竜也のオールナイトニッポン・インシテミルスペシャル』が放送された。これは伊集院の所属事務所・ホリプロの50周年記念作品として制作された映画『インシテミル 7日間のデス・ゲーム』とのタイアップ企画であった（藤原はこの映画の主演俳優である）が、伊集院はホリプロがこの番組を自分の番組の裏に一切断りなく ぶつけてきたことに不快感を示す。その上で、先日この映画を観た感想を番組内で包み隠さず語ろうと思うが、それを控えてほしいという要望がプロデューサー・池田の個人アドレスあてにメールで3通以上寄せられた場合は感想を語らないと発言した。結局届いた要望は2通のみであったため、伊集院は映画の感想を番組内で話したが、前述の要望を寄せた関係者2名については、彼らは「（メールを送ってきたということは）藤原の番組を聴いていない」上に、「自分はその映画がつまらなかったなどとは一言も言っておらず、ただ感想をしゃべると言っただけであり、にもかかわらず、感想を言わないでほしいと思っているということは、彼らはホリプロ関係者にしてその映画のことを面白くないと思っている最低な人間である」などと発言した。
東日本大震災報道による放送休止、3分間だけの生放送
2011年3月11日に発生した東日本大震災の対応のため、同年3月14日から3月19日までは『JUNK』はすべて休止となり、震災関連の報道特別番組に充てられた。ただし、冒頭の数分間（時間は日によって異なる）『JUNK』パーソナリティによる被災者やリスナーへのメッセージが放送された。伊集院は1時からの冒頭3分間だけ生放送で登場。「しゃべることを仕事としている人間として葛藤もあるが、現在の状況を国民に伝えることが最優先」という放送休止の趣旨を説明、震災対応でエリア制限が一時解除されたradikoの負担軽減のため地上波AMラジオで聞くよう呼びかけ、そして「悲しいこと、怖いこと、黒いことしか思いつかなくなったときは、ビックリするくらいくだらない事を考えて僕に教えてください。全部過ぎ去った後にくだらないことで笑える日が来ること祈っております」とメッセージを送った。その後実際に「くだらないこと」をテーマとした投稿を募集し、通常放送が再開された翌週（3月21日、第804回）の放送では送られてきた「くだらないこと」でフリートークを行った。なお、2014年に番組放送1000回を迎えた際、この回の扱いについて「放送回数に数える」（伊集院の主張）、「放送回数に数えない」（宮嵜Pの主張）で意見の相違があり、話し合いの結果放送回数に数えることとなった。2011年3月14日放送回は第804回となる。
超斬新な企画
2011年3月28日（第805回）では、超斬新な企画を構成渡辺らとともに考え、「自分の聴きたい曲を掛けるのって面白いんじゃないか?」と提案した伊集院。採用されたが、数分後に「リクエスト」もいいのではないかと気づいた。思い悩んだ末に、東日本大震災直後で選曲に気を遣わねばならない時期なので当たり障りのないようにとリスナーからメッセージつきリクエストをFAXで受け付けるが、実際にはどのような曲がリクエストされてもスパイスガールズの「Wannabe」しか流さないという企画が行われた。また、翌週の4月4日の放送（第806回）でも、ハリー・ベラフォンテの「バナナ・ボート」（伊集院は同曲の歌い出しから「デーオー」と呼んでいた）、生稲晃子の「麦わらでダンス」、柄沢怜奈とお兄ちゃんの「チンチンポンポン」しか流さないという企画が行われた。ただし、実際流れたのは「デーオー」ばかりで「チンチンポンポン」は1回、「麦わらでダンス」は1回も流さなかった。さらに翌々週の4月18日（第808回）には、同年3月10日に死去した坂上二郎を追悼するという名目で、坂上の歌「学校の先生」が流された。
中二病の発案者として批判される
1999年のコーナー「かかったかな?と思ったら中二病」が発祥とされ、現在では人の言動を揶揄する言葉として俗語化した「中二病」であるが、そのことについて、2012年2月20日にヒップホップDJのZeebraがTwitterで「今更知ったが、中二病って言葉伊集院光が作ったのか。余計な事しやがって。何にも本気になれない"出る杭を打つ"クソみてえな文化を助長するだけ。島国根性丸出し」と批判した。
伊集院はこれ以前に現在の「中二病」について「もう僕の作った時の意味と違うから言葉自体に興味無いです」 とコメントしており、そもそも変化してしまったことに伊集院は何ら関与しておらず、ZeebraのTwitterにもそのことを指摘するコメントが多く寄せられた。
その後、伊集院の呼びかけによりZeebraと非公開でTwitterを通して話し合いをし、伊集院は翌21日の当番組エンディングでコメントしたが、伊集院によるとZeebraは「（言葉の発案者はその後の変化についても）全責任を持たなきゃいけない」という主張を続け、「"俺は言いたいことはやめねえぜ"的なことを言ってらっしゃって、あーもうムダだなって思いまして」「この人とは解りあえない」と物別れに終わった。
この件の後、同年11月5日にライトノベル『中二病でも恋がしたい!』がアニメ化されたことに言及することになった際には「（中二病について）番組で取り上げるのは本当にこれで最後ですよ。めんどくさいから」と話している。
アンタッチャブル柴田緊急出演
2012年6月11日のオープニングトークで、元パイレーツ・西本はるかのAV『Don't you know?』を見た伊集院がその内容について「ひどい擬似（セックス）だ」と批判しながら話を展開していると、前番組『LINDA!〜今夜はあなたをねらい撃ち〜』終わりのアンタッチャブル・柴田英嗣が見ていたことから、急遽スタジオに呼び寄せAVの感想を言い合ったあと、長期休業（柴田英嗣#経歴を参照）について理由を話した。
オナ禁データランド
2012年7月16日（第874回）に、生放送を聞いている人と一緒に何か同じことをやりたいと話した伊集院。人生において何かの制約を一定期間受けることで、解放されたときにそのありがたみがわかるということで、翌週の放送までの間、オナニーを我慢することに挑戦することにした。そして、リスナーから生放送中にメールで「オナ禁」の宣言を募集し、参加者には翌日以降も出来るだけ毎日状況報告のメールをするよう呼びかけた。翌7月23日（第875回）の放送では、伊集院は実際に禁欲した状態で生放送を行い、自身のこの1週間の体験のほか、この企画に挑戦したリスナーからの報告を紹介した。なお、タイトルはテレビ朝日系列でかつて放送された『はなきんデータランド』から来ている。
1000の質問スペシャル
2012年8月6日（第877回）、ロンドンオリンピック女子サッカー準決勝・日本対フランスの中継により、TBSのみ全編放送を休止してネット局のみ裏送りで放送されることとなった。TBSラジオのリスナーを考慮し、通常コーナーを休止してリスナーからの質問に伊集院が答えるフリートーク回を行った。テレビでも中継しなおかつFM各局でも同一音声の実況中継が流れるというサッカー中継のあり方に対して苦言を呈したり、原子力発電所再稼働問題の是非を問う硬派な話題から、好きなアイスクリームやパンの話題まで非常に雑多なフリートークが展開された。
山里亮太限定プレゼント企画
2012年11月26日（第893回）、同時刻にニッポン放送で『ももいろクローバーZのオールナイトニッポン』が放送された。そこでこの回の放送では、ももいろクローバーZとよく一緒に仕事をしており、かつ伊集院を尊敬し毎週「馬鹿力」を聴いているという南海キャンディーズ・山里亮太が一体どちらの番組を聴いているかを試すため、応募資格を山里のみに限定し、番組中に伊集院が提示した4つのキーワード、さらには裏番組がどれだけつまらないかという文章をメールに書いてディレクター・池田の個人用携帯電話に送れば、現金80円を贈呈するという企画が行われた。実際に放送中、山里はキーワードと裏番組（『オールナイトニッポン』ではなくJFN『BIG SPECIAL』）がどれだけつまらないかを書いたメールを池田あてに送信してきたようだが、80円がプレゼントされたかどうかは不明。なお、これとは別に、伊集院はこの回の放送中に、ももいろクローバーZの架空メンバーをでっちあげては適当な自己紹介をする、というギャグを3回行っており、2006年10月の「赤坂の長澤まさみ」（#スペシャルウィークを参照）同様、裏番組を意識した放送回であったといえる。
過去の自身の発言を反省
2015年12月28日、同年12月26日に窃盗及び建造物侵入の容疑で逮捕されたキングオブコメディ高橋健一について触れた伊集院が、8年前（2007年7月）に高橋が痴漢の容疑がかかった際に「自分は人を見る目があると思う」と前置きした上で「高橋はそんな事をするようなやつだとは思わない」と伊集院光 日曜日の秘密基地内で擁護した過去を説明した後「この状況で振り返れば、とてもみっともなくて、間抜けで恥ずかしい結果になりました」と自身の過去の発言を振り返り真摯に語った。自身の過去の発言に言及した理由は「僕がラジオをやり続けていいって、僕に対して思えるかどうかは、この事をしゃべる事だと思っている。間違った、自分は無様だということをキチンと話す事」と説明をした。
スペシャルウィーク強行
2018年12月10日、同年12月3日の放送内でTBSラジオ代表取締役社長三村孝成がマスコミ会見でスペシャルウィークを廃止すると発言した事 に触れた伊集院が翌週に「おもしろウィーク特別企画！決定 リスナーが選ぶ2018年ベストオブフリートーク～伊集院光からの2019年年賀状も貰えるよ！～」と称してスペシャル企画を実施しようとしたが、本番直前に上層部より「『スペシャルウィーク』を『〇〇ウィーク』という言い換えは言語道断」というメールが届き中止すると発表した。しかし「年賀状はプレゼントではなくお世話になったリスナーに出す」「いつのどのトークがおもしろかったかをメールするのはリスナーの自由」「本当の伊集院は数分前に気絶していて、今しゃべっているのは伊集院のボーカロイド」「スタッフも気絶していて、ミキサー岡部は既に死んでいた」「すべての黒幕はADの佐藤」という理由であくまでも来週の放送は通常放送であると強調して企画が実施された。放送当日はオープニングから『深夜の馬鹿力スタッフ会議』という設定のラジオコントを行った。ラジオコントが終わりタイトルコールをした後も今日の放送は通常放送だという事を強調し今年の振り返りトークを行った。なお今年おもしろかったトークについては「番組へのご意見」という形で投稿フォームにて募集がかけられた。
ハガキ読みの最中にトイレへ
2019年12月23日、「新・勝ち抜きカルタ合戦改」でネタメールを読んでいる最中に、伊集院が急に尿意を催し、「すごいこと言っていい？いま俺すごくおしっこしたくなっちゃって。一回曲はさんでいい？」とハガキ読みを急に中断してトイレへ出て行った（正確には急な事態に備えて用意していたペットボトル製尿瓶にした模様）。初めての緊急事態に伊集院は「こんなことある？　20年もやってんだよ！」 と興奮が収まらず、しばらくハガキ読みに戻ることができずトイレトークになった。はさんだ曲はコーナー最後のリスナー投票の間にかける曲を前倒ししたもので、スタッフが代わりの曲を探すはめになったり、トラブルのインパクトからかトイレをはさんだ「劇場版『深夜の馬鹿力』カルタ」が勝ち抜く、「あの歌がこう聞こえたらもうおしまい」のコーナータイトルを『本番中、トイレに行きたくなったらもうおしまい』とやけ気味にコールするなど、その後にも影響を及ぼした。
レアキャッププレゼント
2020年9月7日、同年7月13日の放送で自身が主宰する草野球チームのオリジナルキャップを80万円分200個作ったことをトーク。同チームに所属する若手芸人に作り過ぎた帽子をライブの物販で販売するよう命じるが新型コロナウイルスの影響でライブでの物販ができない状況が続き、同年8月24日の放送で『再来週の生放送で頭がデカい人限定にプレゼントする』と発表しプレゼント企画が行われた。当日はリスナーから「頭がデカいエピソード」 をメール募集し採用されたリスナーへプレゼント。番組終了後にメール抽選を行い当選したリスナーへもプレゼントされた。またキャッププレゼントと合わせて伊集院があつまれどうぶつの森で作成した無人島の様子が確認出来る夢番地コードの配布企画も行われた。企画を行った後も帽子の在庫があると伊集院が話しており、定期的にプレゼント企画を行っている。
アメちゃん騒動
2021年3月8日、朝の番組の若手スタッフのリサーチミスを本人に指摘したが本番後に「何だかんだあったが送ってくれた資料が役に立った」とミスをしたスタッフに励ましの言葉をかけた伊集院。しかし1時間後、番組スタッフと伊集院が参加するLINEグループに、ミスをしたスタッフとその先輩スタッフとの『出ましたアメちゃん笑』『今日はムチキツかった分アメが甘かったっす笑笑笑』という伊集院を揶揄するやり取りのスクリーンショット画像が送信されてきた。ところが誰もこの状況に反応せず、送信されたスクリーンショット画像もすぐに削除された。伊集院はこの一連の出来事を忘れようと長距離のウォーキングを行ったが、忘れるどころか疑問ばかりが募っていき収拾がつかなくなり、一部始終を誰にも打ち明けずに生放送でしゃべるというやり方で自身を揶揄したスタッフを許し、番組最後には『反省しているなら来週の月曜日までにキン肉マン消しゴムを献上するように』と発言した。 翌週の放送で自身を揶揄したスタッフ2人が約束通りキン肉マン消しゴムを献上したことで和解したことを報告。献上されたキン肉マン消しゴムはリスナーにプレゼントされた。またミスをしたスタッフの名前が「サトウ」という名前で、当番組を降板したADの佐藤が自身を揶揄したとトークしたが翌週の放送で人違いだったことが判明した。
「ラジオの帝王」に苦言
2021年4月5日、2019年5月13日の伊集院光とらじおとにゲスト出演した、当時テレビ東京プロデューサー佐久間宣行に本番終了後「ラジオに出るよ」と出演交渉をした。学生時代に伊集院のラジオを聞いて育った佐久間が自身のラジオ内で『この番組に「ラジオの帝王」がやって来ます』と興奮気味に話した。佐久間のラジオにゲスト出演した後、「ラジオの帝王」という言葉が独り歩きし、2020年9月21日の放送内にて、雑誌の取材での自身の肩書きが「ラジオの帝王」になっていたことをトーク。更に神田伯山やフワちゃん等の面識があまりないタレントが自身を「ラジオの帝王」とイジっていることを耳にした伊集院は『ラジオの帝王とイジられる筋合いはない』と苦言を呈した。一方で、「ラジオの帝王」という肩書きは2010年前後から各メディアで伊集院に対し、しばしば使われている。なお、フワちゃんとは2023年頃から関係が改善され、伊集院が馬鹿力の生放送後にフワのラジオ番組にゲスト出演するなど共演機会が増えている。
久しぶりの録音放送
2021年9月14日、同年9月7日の番組終盤に自身が夏休みを使用する為、翌週から2週分の放送が録音放送になる事を話した。この番組の録音放送が2013年1月7日の放送以来、8年8ヶ月ぶりとなった。当日は伊集院が新型コロナウイルス感染または濃厚接触者に該当した場合等不測の事態が発生した際に放送する予定だった、『新・勝ち抜きカルタ合戦 改』でゴールしたカルタの振り返りトーク『Yahoo!クソ袋』『空脳アワー』の各コーナーの事前収録した音源を放送した。
新型コロナウイルス感染で欠席
2022年3月14日、同年3月10日に伊集院の新型コロナウイルス感染が発表され、同月19日までの自宅隔離を余儀なくされたことから番組を欠席。伊集院が番組を欠席するのは咽頭浮腫を発症した2006年10月2日の放送以来、15年5ヶ月ぶり。当日は河野かずおと娘のトーク『河野とあの人生4年』、小野大輔（伊集院光役）による『ラジオアニメ版 深夜の馬鹿力』の音源を放送した後『ピンチをカオスに変えてやる！スタッフ総出でやってやっからなスペシャル』と題して、TBSアナウンサー・喜入友浩の進行のもと、『伊集院光の病気で療養中に聴きたい曲リクエスト』、構成作家瓶底めがねと大矢一登が選ぶ『あの歌がこう聞こえたら、もうオシマイ 幻聴ベスト30』、伊集院が新型コロナウイルス感染または濃厚接触者に該当した場合等不測の事態が発生した際に備えて事前収録した『新・勝ち抜きカルタ合戦 改』でゴールしたカルタの振り返り、『空脳アワー』の音源を放送。また松村邦洋がビートたけしのモノマネをして『「はぁ」って言うカルタ』のネタを読み上げるサウンドステッカーを各CM明けに放送した。
JUNKのオープニング曲変更
JUNKが20周年イヤーとなることに合わせ、JUNK全体のオープニングで使われるサウンドステッカーが新たに書き下ろされた東京スカパラダイスオーケストラの「JUNK or GEM」に当番組の2023年2月6日放送分から変更することが発表された。そんな中同日の放送で初披露になることを知った伊集院は、自作のオープニング曲を冒頭に放送。内容は豆腐屋のラッパに構成・瓶底メガネの「勘弁してくださーい」という声、「スカパラの～新しい～SSで～す」という伊集院の声に手おならの音、挙げ句の果てには裏番組である「オールナイトニッポン」(ニッポン放送)のテーマ曲である「BITTERSWEET SAMBA」をミックスするという酷いものだった。その後、正式なサウンドステッカーが流され、仕切り直された。
その後、翌週2月13日の放送回の冒頭にて伊集院が「この形（サウンドステッカーからのテーマ曲・今週気づいたことへの流れ）、ダサいな」ということに気づいたため、この回以降「今週気づいたこと」は廃止となり、サウンドステッカーから直接オープニングトークを行ってオープニングテーマ、タイトルコールという流れに変更された。